# Giovanni V di Gaeta
Giovanni (1010 circa – 1040 circa) fu console e duca di Gaeta dal 1012 al 1032.
Era figlio di Giovanni IV e di Sichelgaita, sorella di Sergio IV di Napoli. Quando successe al padre era molto giovane (un neonato) o forse nacque in seguito.
La sua reggenza fu contesa tra Leone I, fratello di suo padre, e la senatrice Emilia, sua nonna paterna. Dal 1014 al 1024 Leone ricoprì la carica di coreggente del ducato, ma poi si ritirò a Itri e lasciò la reggenza ad Emilia (1025). Nel 1027, Giovanni diede rifugio a Sergio IV, che era stato costretto a lasciare Napoli. I due insieme progettarono la riconquista di Napoli e reclutarono per la loro causa Rainulfo Drengot, un mercenario normanno.
In seguito, quando Rainulfo si rappacificò con Pandolfo IV di Capua, vecchio nemico di Sergio e Giovanni e antico conquistatore di Napoli, Giovanni fu minacciato dalla nuova alleanza longobardo-normanna. Nel 1032 Pandolfo conquistò Gaeta e Giovanni si nascose, continuando a molestare Pandolfo e tentando di controllare i suoi territori senza la sua capitale. Morì intorno al 1040.